# Casa de la Divina Providencia
Casa de la Divina Providencia, Cottolengo o Cotolengo es una institución que gestionan las monjas de la Congregación de las Hermanas Servidoras de Jesús para acoger y cuidar a personas con una enfermedad incurable, discapacidad física y/o mental y ancianos con escasos recursos.

## Origen
Fue creada en 1828 en Turín por el sacerdote y Santo italiano S. Giuseppe Benedetto Cottolengo y, en un principio, se llamó "Ospedaletto della Volta Rossa".

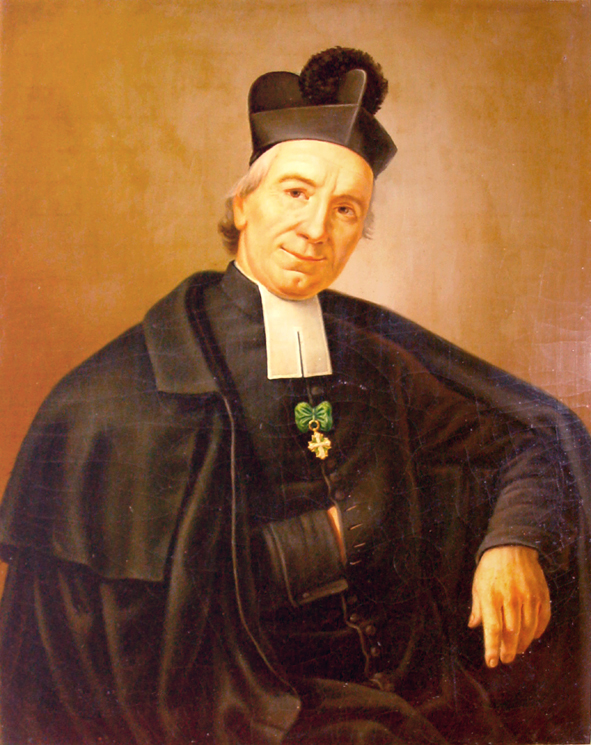
S. Giuseppe Benedetto Cottolengo

En 1832 fue clausurado por las autoridades locales y, poco después, Giuseppe abrió otro establecimiento llamado la "Piccola Casa della Divina Provvidenza".
En la actualidad existen casas-asilo en varios países de Europa, Asia, África y América.

## Cottolengo del Padre Alegre
En España, concretamente en Barcelona en 1932, abre sus puertas el primer "Cottolengo del Padre Alegre", promovido por el sacerdote jesuita Jacint Alegre. Aunque él había fallecido en 1930, dejó establecidas las bases y el equipo humano para llevar a cabo, de forma póstuma, su obra.

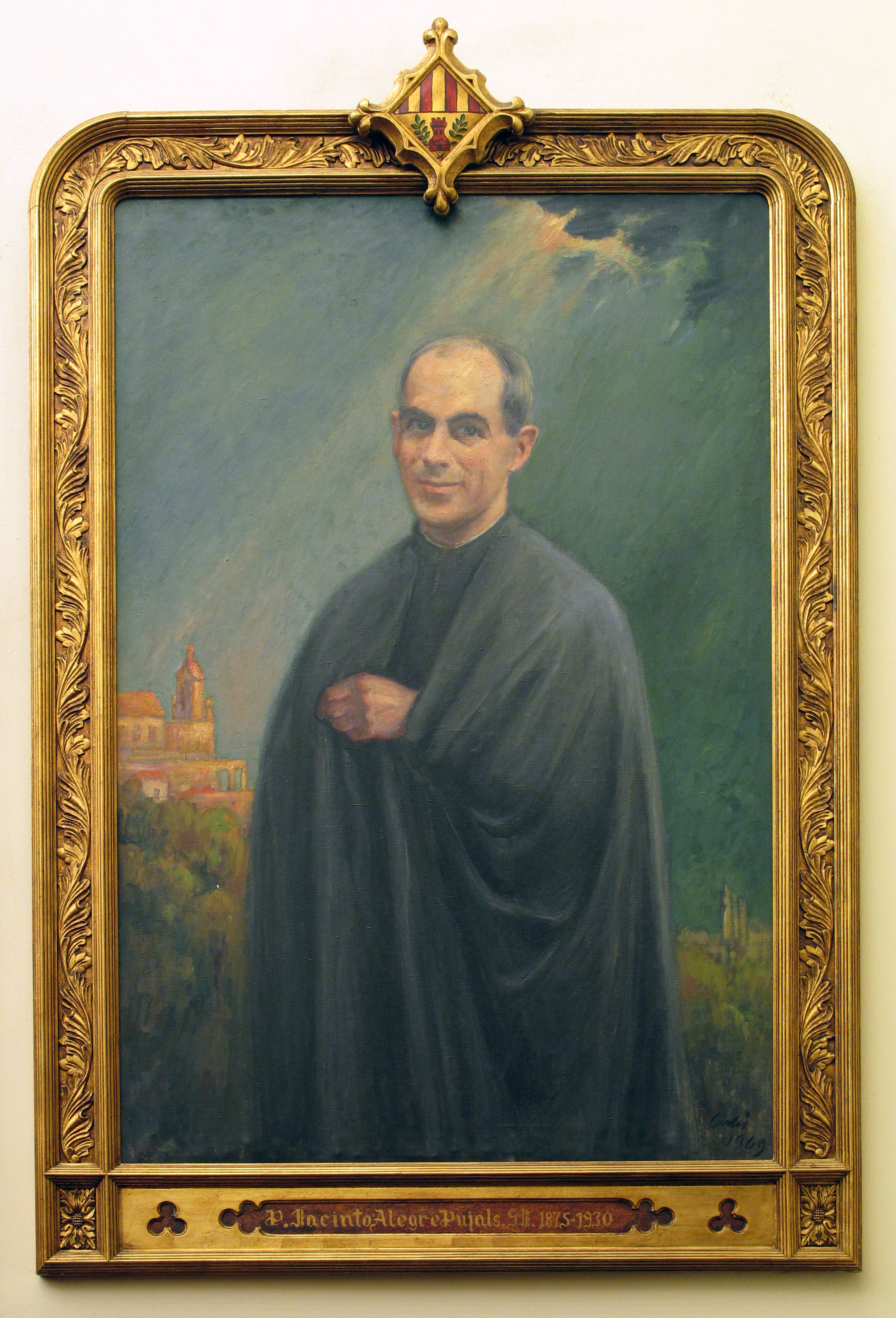
Padre Jacint Alegre

Posteriormente se expandió a otros lugares de España, Portugal y Colombia.
- Barcelona (1932). Además, desde 1979, disponen de una casa vacacional en Vich de la que pueden disfrutar los pacientes de todos los centros.
- Benimaclet (Valencia) (1958). Entre 1943 y 1958 la Congregación se hizo cargo del Hospital La Milagrosa. Después se trasladaron a Benimaclet. Además existe una Falla con el nombre de Padre Jacinto Alegre.
- Algete (Madrid). Entre 1948 y 1983 estuvo ubicado en Carabanchel. A partir de 1983 se encuentra en Algete
- Santiago de Compostela (La Coruña) (1951)
- Comarca de Las Hurdes (Cáceres) (1952). Se compone de tres casas ubicadas en Martilandrán, El Gasco y La Fragosa. Dispone además de maternidad y dispensario para personas sin recursos no residentes en el centro.
- San Vicente del Raspeig (Alicante) (1963)

Solo los centros de Barcelona, Las Hurdes y Algete (Madrid) acogen hombres.
También están presentes en
- Lisboa (Portugal) (1989)
- Popayán (Colombia) (1998)

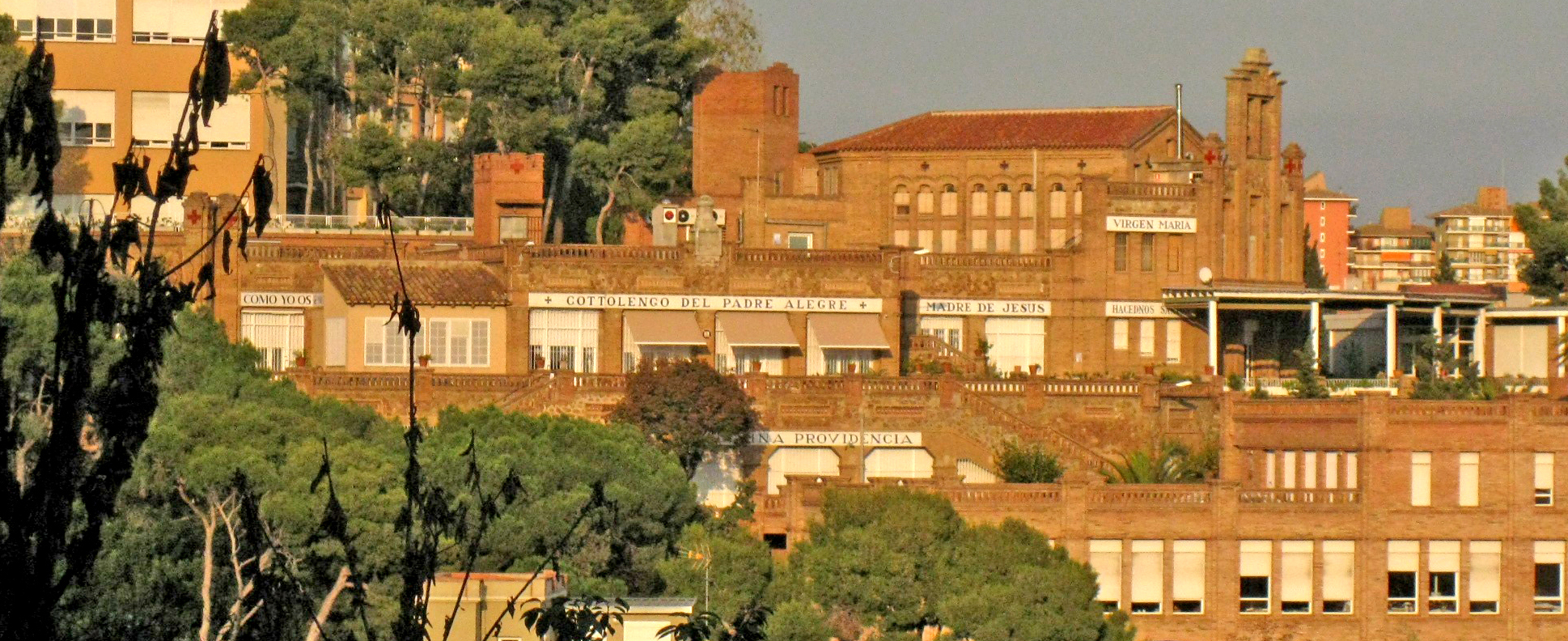
Cottolengo del Padre Alegre (Barcelona)

- Buenaventura (Colombia). Ubicada en una zona desfavorecida económicamente, dispone también de un comedor donde diariamente dan de comer a 100 niños del barrio.

## Otros centros
Existen otros centros en

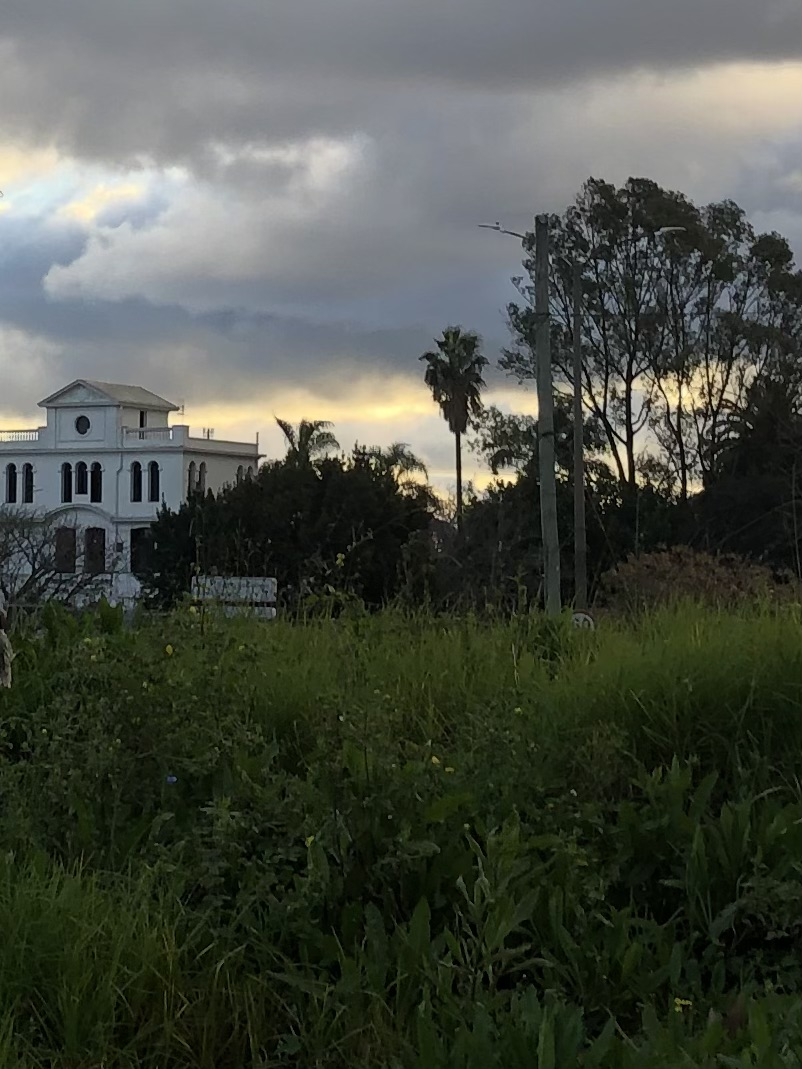
Cottolengo Don Orione masculino en Paso de las Duranas, Montevideo.

- Barrio de El Bulto (Málaga), España. Abrió sus puertas en 1965 gestionado, en un principio, por las Hermanas del Sagrado Corazón. En 2013 esta Congregación deja el proyecto para poder atender otras obras en las que son demandadas. Para seguir atendiendo el Cottolengo, la Diócesis de Málaga crea la Fundación del Sagrado Corazón que, desde entonces, se ha hecho cargo del centro, con la participación de las Hermanas Franciscanas Clarisas de Kerala (India).[10][11]
- Barrio Los Geranios, en Manta, provincia de Manabí, (Ecuador). Constituida en 2012 como Fundación.[12]
- Suiza
- Kenia
- Tanzania
- Etiopía
- India
- Florida (USA)[4]
- En Uruguay, principalmente en Montevideo, funcionan desde los años cuarenta el pequeño Cottolengo Don Orione masculino en Paso de las Duranas, y el Cottolengo femenino en el Prado.

## Directrices
Siguiendo el Evangelio de S. Mateo, 

Mirad las aves del cielo, que no siembran, ni siegan, ni recogen en graneros; y vuestro Padre celestial las alimenta. Mateo 6:26

 no les está permitido pedir ninguna limosna, subvenciones o cualquier otra ayuda, aunque sí pueden aceptar los donativos económicos, alimentos, ropa, enseres o cualquier otra donación que les sea ofrecida, así como colaboraciones de voluntarios. Sólo se nutren de la "divina providencia".
Los requisitos para ser atendido en estas instituciones son: padecer una enfermedad incurable y que el paciente tenga una situación económica paupérrima que no le permita recibir atención en otros centros.